# Gaetano Fichera
Gaetano Fichera (Acireale, 8 de fevereiro de 1922 — Roma, 1 de junho de 1996) foi um matemático italiano.
Suas áreas principais de trabalho foram análise matemática, elasticidade, equações diferenciais parciais e variáveis complexas.